# Colmar von der Goltz
Wilhelm Leopold Colmar Freiherr von der Goltz (a török katonák közt használt becenevén Goltz pasa, 1843. augusztus 12. – 1916. április 19.) német vezértábornagy (Generalfeldmarschall), katonai szakíró, aki az Oszmán Birodalom hadseregének nyugati mintára való átszervezésével tette ismertté a nevét.

## Élete
Colmar von der Goltz a kelet-poroszországi Bielkenfeld faluban született (a település ma Iwanowka néven Oroszországhoz tartozik), egy elszegényedett nemesi családban. Gyerekkorának nagy részét Preußisch Eylauban töltötte, édesapját már  hatéves korában elvesztette.
Goltz a családi hagyományokat követve – apja is hosszú ideig szolgált a porosz hadseregben, hadnagyi rangban – 1861-ben jelentkezett katonai szolgálatra a porosz gyalogsághoz. Pályafutását az 5. gyalogos ezrednél kezdte, akikkel előbb Königsbergben, majd Thornban állomásozott. 1864-ben tanulmányokba kezdett a berlini katonai akadémián, de ezt 1866-ban ideiglenesen megszakította és részt vett a porosz-osztrák háborúban, a trautenaui csatában meg is sebesült. 1867-től a porosz vezérkari főnökség topográfiai részlegén teljesített szolgálatot, majd az 1870-ben kitört porosz–francia háború idején Frigyes Károly herceg oldalán szolgált a porosz 2. hadsereg parancsnok-helyetteseként. Metz bevételét követően a Loire folyó mentén vívott harcokban vett részt, ahol fontos szerepe volt a Le Mans-nál kivívott döntő porosz győzelemben.
A háború befejeztét követően Goltzot a potsdami katonai iskola tanárává nevezték ki, századosi rangban. Tanári pályafutása alatt írással is foglalkozott, 1877-ig négy könyve jelent meg, emellett rendszeresen publikált katonai szakfolyóiratokban is.
Az 1877–78-as orosz-török háborúban elszenvedett súlyos oszmán vereség arra sarkallta II. Abdul-Hamid oszmán szultánt, hogy német segítségért folyamodjon az oszmán hadsereg újjászervezése végett. A német katonai főparancsnokság Goltzot küldte a feladat végrehajtására. Goltz 12 évet töltött az Oszmán Birodalomban, ahol rövidesen megkapta a pasa címet, majd nem sokkal távozása előtt kinevezték mushirrá, amely a marsalli rang oszmán megfelelője volt. Az általa alkalmazott újításoknak köszönhetően az oszmán hadsereg már 1897-ben képes volt győzelmet aratni az országot megtámadó görög csapatok felett.
Az 1896-ban hazatérő Goltzot altábornaggyá léptették elő és a német 5. hadosztály parancsnokságát bízták rá. 1900-ban gyalogsági tábornokká nevezték ki, majd végül 1911-ben vezértábornaggyá és Goltz még ebben az évben nyugdíjba vonult. Nyugdíjazását követően megalapította a Jungdeutschlandbund jobboldali ifjúsági szervezetet.
Az első világháború kitörését követően reaktiválták és a megszállt Belgium katonai kormányzójává nevezték ki. Ebben a tisztségében könyörtelenül fellépett az ellenállási mozgalmakkal szemben. 1914. október 15-én elrendelte túszok szedését a belgiumi falvak lakosai közül, akiket, amennyiben szabotázsakciókra került sor, a parancs értelmében agyon kellett lőni (később, egy 1941-ben tartott beszédében Adolf Hitler Goltz parancsát tekintette példamutatónak a partizánok elleni fellépéshez).
1915-ben a német hadvezetés ismét az Oszmán Birodalomba küldte, ahol V. Mehmed oszmán szultán katonai tanácsadója lett (tevékenysége azonban az Otto Liman von Sanders vezette katonai missziótól teljesen független volt). 1915. októberétől a mezopotámiai fronton teljesített szolgálatot, ő volt a döntetlenül végződő ktésziphóni csata egyik parancsnoka oszmán részről. Később az általa vezetett katonák vették ostrom alá Kút városát, de az ostrom végét már nem érte meg.
1915-ben a Goltz által ellenőrzött hadműveleti területen az oszmán hatóságok megkezdték a helybéli örmény lakosság deportálását, melyet kezdetben a német tisztek is támogattak, ugyanis az örmény lakosság állandó felkelésekkel nehezítette a központi hatalmak hadseregének hadműveleteit. Mikor Goltz értesült róla, hogy a deportált örményeket az oszmánok lemészárolják, személyesen lépett közbe a deportálásokat lefolytató Enver pasánál, lemondásával fenyegetőzve. Habár fellépésével ideiglenesen a mezopotámiai front térségében sikerült elérnie a deportálások leállítását, azokat Goltz rövidesen bekövetkezett halála után folytatták.
Colmar von der Goltz 1916. április 19-én halt meg Bagdadban. Halála hivatalos okaként tífuszt állapítottak meg, de egyes feltételezések szerint megmérgezték. Utolsó akaratának megfelelően Isztambulban, a német konzulátus kertjében temették el.

## Művei

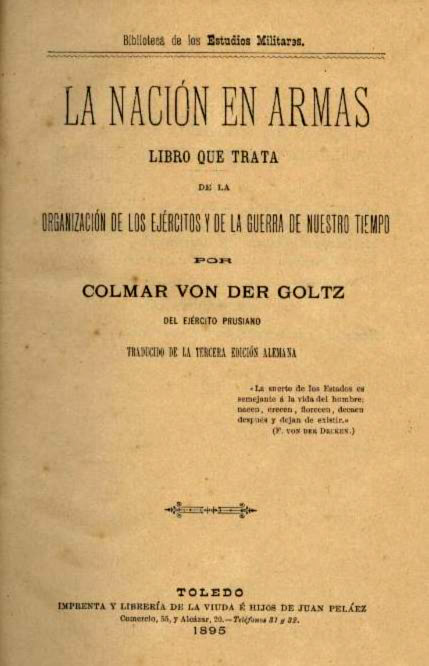
A nemzet fegyverben spanyol kiadásának borítója (Toledo, 1895)

- Die Operationen der II. Armee bis zur Capitulation von Metz (A második hadsereg hadműveletei Metz kapitulációjáig), 1873
- Die Sieben Tage von Le Mans (Le Mans hét napja), 1873
- Die Operationen der II. Armee an der Loire (A második hadsereg hadműveletei a Loire mentén), 1875
- Léon Gambetta und seine Armeen (Léon Gambetta és hadserege), 1877
- Roßbach und Jena (Roßbach és Jéna), 1883
- Das Volk in Waffen (A nemzet fegyverben), 1883
- Kriegführung (Hadvezetés), 1895
- Der Thessalische Krieg (A thesszáliai háború), 1898
- Ein Ausflug nach Macedonien (Macedóniai útinapló), 1894
- Anatolische Ausflüge (Anatóliai utazások), 1896
- Von Jena bis Pr. Eylau (Jénától Eylau-ig), 1907